# Rhinerrhizopsis
Rhinerrhizopsis là một chi thực vật có hoa trong họ Lan.